# Hellegatsplein
Hellegatsplein, è una piccola isola artificiale dell'Hollandsch Diep nei Paesi Bassi, situata dove questo si divide in due per formare l'Haringvliet e il Volkerak.
L'isola di Hellegatsplein, funge da collegamento, attraverso tre ponti, tra l'isola di Hoeksche Waard a nord, l'isola di Goeree-Overflakkee a ovest e la terraferma e con la provincia del Brabante Settentrionale a sud.
Oltre all'intersezione tra A29 e A59/N59, da gennaio 2016, l'isola ospita anche un parco eolico.